# Júpiter LVI
Júpiter LVI, originalmente conhecido como S/2011 J 2, é o 67º satélite natural de Júpiter. Foi descoberto por Scott Sheppard em 2011.

## Dados orbitais
O S/2011 J 2 orbita em torno de Júpiter com um semieixo maior com cerca de 23.270 000 km em cerca de 725,06 dias, com uma excentricidade de 0,3867. A órbita deste satélite é retrógrada, com uma inclinação de cerca de 152°; em conformidade, a lua se move na direção oposta à rotação do planeta.

## Descrição
Devido a sua órbita ainda não ter sido determinada com precisão, o satélite mantém a sua designação provisória, o que indica que ele foi o segundo satélite de Júpiter descoberto em 2011.